# Gmina Fierzë (Pukë)
Gmina Fierzë (alb. Komuna Fierzë) – gmina położona w północno-zachodniej części kraju. Administracyjnie należy do okręgu Puka w obwodzie Szkodra. Jej powierzchnia wynosi 8119 ha. W 2012 roku populacja wynosiła 2570 mieszkańców. 
W skład gminy wchodzi osiem miejscowości: Fierzë, Poravë, Bugjon, Kokdodë, Arst, Miliskë, Mëzi, Aprip-Gur.